# Parathesis reticulata
Parathesis reticulata är en viveväxtart som beskrevs av Cyrus Longworth Lundell. Parathesis reticulata ingår i släktet Parathesis och familjen viveväxter. Inga underarter finns listade i Catalogue of Life.